# Zhang Liang (Turbant Groc)
|  | Per altres persones anomenades de la mateixa manera, vegeu Zhang Liang. |

En aquest nom xinès, el cognom és Zhang (張).
Zhang Liang (mort el 184 EC) va ser un líder rebel dels Turbants Grocs durant el període de la tardana Dinastia Han Oriental de la història xinesa. Ell era el germà menor de Zhang Jue i Zhang Bao, els altres dos líders claus de la revolta. Es diu que va ser un general capaç i que ell era el net de Zhang Daoling. En la novel·la històrica del Romanç dels Tres Regnes de Luo Guanzhong, es diu que en va anar a un altar, i pregant va causar un esllavissall de roques en contra de les forces imperials.
Zhang Liang i Zhang Bao van dividir l'exèrcit de Zhang Jue després de la seva mort. Va lluitar set batalles successives contra les forces imperials, però va ser repel·lits cadascuna de les vegades En la setena retirada Zhang Liang va ser capturat pel general Huangfu Song i decapitat a Quyang. Zhang Bao aviat patiria la mateixa sort a mans dels seus propis homes i els Turbants Grocs ràpidament degenerarien en res més que unes forces de bandits disperses encapçalades per líders com He Yi i Zhang Yan. En el 205 el moviment va cessar la major part de les seves activitats militars.